# Bezpieczeństwo wewnętrzne (serial telewizyjny)
Bezpieczeństwo wewnętrzne (fr. Sécurité intérieure) – francuski serial sensacyjny emitowany w telewizji Canal+. Serial opowiada o sposobach działania i zadaniach kontrwywiadu.

## Fabuła
Serial odkrywa świat kontrwywiadu, pokazuje w jaki sposób działa francuski organ bezpieczeństwa wewnętrznego. Pokazuje sposoby walki z oszustami, włamywaczami i szpiegami. 

## Obsada
- Stéphane Freiss jako komendant Simon Foucault
- Charley Fouquet jako kapitan Laura Girard
- Artus de Penguern jako komisarz policji Paul Arrighi
- Élisabeth Vitali jako Elisabeth Kantor
- Samuel Labarthe jako prezydent Savin
- Matthias Van Khache jako Bug

## Spis odcinków
| Premiera odcinka | N/o | Polski tytuł            | Francuski tytuł       |
| ---------------- | --- | ----------------------- | --------------------- |
|                  |     |                         |                       |
| SERIA PIERWSZA   |     |                         |                       |
|                  |     |                         |                       |
| 16.04.2011       | 01  | Tajemnica państwowa     | Secret Défense        |
|                  |     |                         |                       |
|                  | 02  | Immunitet dyplomatyczny | Immunité Diplomatique |
|                  |     |                         |                       |
|                  | 03  | Wymiana                 | L'échange             |
|                  |     |                         |                       |
|                  | 04  | Reminiscencja           | Flashback             |
|                  |     |                         |                       |
|                  | 05  | Zakładnicy              | Otages                |
|                  | 06  | Zakładnicy              | Otages                |
|                  |     |                         |                       |
|                  | 07  | Koń trojański           | Le Cheval de Troie    |
|                  |     |                         |                       |
|                  | 08  | Paranoja                | Paranoïa              |
|                  |     |                         |                       |